# Діжур Белла Абрамівна
Белла Абрамівна Діжур (нар. 30 червня 1903, Черкаси — пом. 17 лютого 2006, Нью-Йорк) — російська поетеса, прозаїк. Мати скульптора Ернста Неізвєстного.

## Біографія

### Черкаський період
Народилася в Київській губернії, у місті Черкаси, звідки її батьки Абрам та Соня Діжур під час Громадянської війни переїхали до Єкатеринбургу. Її батько працював на Уралі на будівництві залізниць і жив із сім'єю лише зимами, а навесні їхав на заробітки, тому після початку громадянської війни, він побоявся залишати сім'ю у Вінниці та вивіз її на Урал. Батько походив із Вінниці, мати з Білозір'я.

### Ленінградський період
Закінчивши середню школу, Белла Діжур поїхала вчитися до Ленінграда.
1928 року закінчила хіміко-біологічний факультет Ленінградського педагогічного інституту ім. А. І. Герцена.

### Свердловський період
У Свердловську Діжур була хіміком-експертом НТО обласного управління міліції. Вперше її вірші були опубліковані в 1937 році в альманасі «Уральський сучасник». Перша книга віршів «Роздуми» з'явилася 1954 року. У наступні роки Белла Абрамівна поряд з літературною творчістю займалася науковими дослідженнями в галузі криміналістики.
Член Спілки письменників СРСР з 1940 року. У члени Спілки її приймав уральський письменник Павло Петрович Бажов.
Оскільки Белла Діжур була за освітою вчителем, один редактор запропонував їй писати науково-мистецьку прозу для дітей, яка видавалася великими тиражами і на Уралі, і у столиці.
У 1976 році, після від'їзду з СРСР її сина — відомого скульптора Ернста Неізвєстного, Белла Діжур стала «матір'ю зрадника батьківщини».

### Юрмальський період
У 1979 році після смерті чоловіка Йосипа Мойсейовича Неізвєстного (помер восени того ж року) спочатку переїхала зі Свердловська до Юрмали, а потім після 7 років життя «відмовниками» — до США.

Лист Євгена Євтушенка, адресований Голові КДБ СРСР (1982—1988) В. М. Чебрикову (цей лист Євген Євтушенко написав у 1985 році, коли був з виступами в Ризі на прохання самого Ернста Невідомого, «до таланту якого він ставився з безмірною повагою»):
«Дорогий тов. Чебриков! Христа ради прошу я Вас — відпустіть 82-річну матір скульптора Ернста Неізвєстного до її сина […] Белла Абрамівна Діжур — найстаріша дитяча письменниця, яку прийняв ще Павло Бажов до лав СРП у 1940 році, яка зла в житті нікому не зробила, і єдине її бажання — щоб власний син заплющив їй повіки, поховав її. Жодних військових секретів вона не знає. Як би не ставитися до Е. Неізвєстного, але, на мій погляд, негоже такій могутній державі, як наша, мститися йому через 82-річну, ні в чому не винну матір. Великодушність ще нікого ніколи не принижувала. Проявіть же великодушність, жалість, незлопам'ятність, споконвічно властиві справжнім російським людям…».
Наступного року після написання листа її випустили з країни, перед цим запросивши її онука до Міністерства культури, де книги Діжур (дитячі книги!) «відсортували»: «Ці дозволяється вивезти за океан, а ці — ні, десь тут прихована крамола».

### Нью-Йоркський період
У червні 1987 року сім'я прибула до Нью-Йорка.
Через кілька років, вже в Америці, Белла Діжур нарешті видає книгу віршів двома мовами — російською та англійською, з ілюстраціями Ернста Неізвєстного, яку вона ще через роки відвезла до Москви та Свердловська, що вже став Єкатеринбургом. Збірку подарувала друзям та всім, хто її пам'ятав, побувала на могилі чоловіка.
13 червня 1993 року у США прийняла християнство (прийняла обряд хрещення).
Вже будучи громадянкою США, Діжур публікувалася в російських літературних виданнях (Знамя і Урал). Причому в останньому публікувалася вже переступивши столітній рубіж.
У свій останній приїзд до Єкатеринбурга наприкінці 1990-х років, будучи вже дуже слабкою, людиною похилого віку, Белла Діжур відвідала всіх своїх знайомих, друзів-письменників, провела творчі зустрічі в Музеї письменників Уралу, Спілці письменників та бібліотеці ім. В. Г. Бєлінського. Прочитала багато нових віршів.
Востаннє Белла Діжур згадувалась у ЗМІ у квітні 2005 року у зв'язку з 80-річчям сина — тоді їй був 101 рік. У лютому наступного року Белла Діжур померла на 103-му році життя.
- Син (старший) — Неізвєстний Ернст Йосипович, його дочка від першого шлюбу — Ольга (художниця, живе в Росії)[7].
- Дочка — Людмила Йосипівна.
- Племінник — поет Межиров Олександр Петрович[8][9].

## Творчість
- «Від підніжжя до вершини». Вибране. Свердловськ, Середньо-Уральське кн. видавництво, 1976. 272 с.
- «Оповідання про один похід». Нариси для дітей. 2-ге вид. , перероб. та дод. Свердловськ, Свердловське кн. видавництво, 1953. 264 с.
- «Скляна річка. Чарівні руки праці та науки». Свердловськ, Середньо-Уральське кн. видавництво, 1980. 192 с.
- «Белла Діжур. Вибране». Оренбург Оренбурзьке книжкове видавництво ім. Г. П. Донковцева, 2013. — 544 с., Ілл. ISBN 978-5-88788-206-2
- «Роздуми». 1954.
- «Чому ти залишив друга». М., «Дитяча література», 1969.
- «Скаргова книга природи». М., 1973.
- «Зелена лабораторія».
- «Януш Корчак» (поема)
- «Тінь душі» (обрані вірші)
- «Мій друг — Коля Заболоцький» / / «Урал», 1995 № 12. С. 235—240.
- «Новорічні роздуми» //«Урал», 2000 № 7.
- "З «Американського зошита». Вірші останніх років // «Урал», 2004 № 11.
- «Прощання» //«Урал», 2006 № 4.
- «Волокнистий камінь» (нарис)
- «М'який метал» (нарис)
- «Земна лабораторія» (нарис)
- «Давні боги та кібернетика» (нарис)
- «Конструктори молекул». Порівн. -Урал.книж.изд-во, 1978. (Біографія академіка І. Я. Постовського)
- «Вірність» (Творчий портрет режисерів Свердловської кіностудії, подружньої пари В. Є. Волянської та Л. І. Римаренка)

### Інтерв'ю
- Олександр Бураковський. Белла Діжур: «Величезне розшарування у релігії на різні течії, групи, напрямки — навіщо? Бог один» // «Вісник», № 24 (231) від 23 листопада 1999 року
- Олег Борисов. Відома мати Ернста Невідомого // «АіФ Довгожитель», № 15 (27) від 8 серпня 2003 року

### Спогади
- Олена Хоринська. Товариш Белла // «Урал», 2006 № 8
- Надія Капітонова: Книжкина мама // «Місія», № 032 (Березень 2006)